# Phường 8, Vũng Tàu

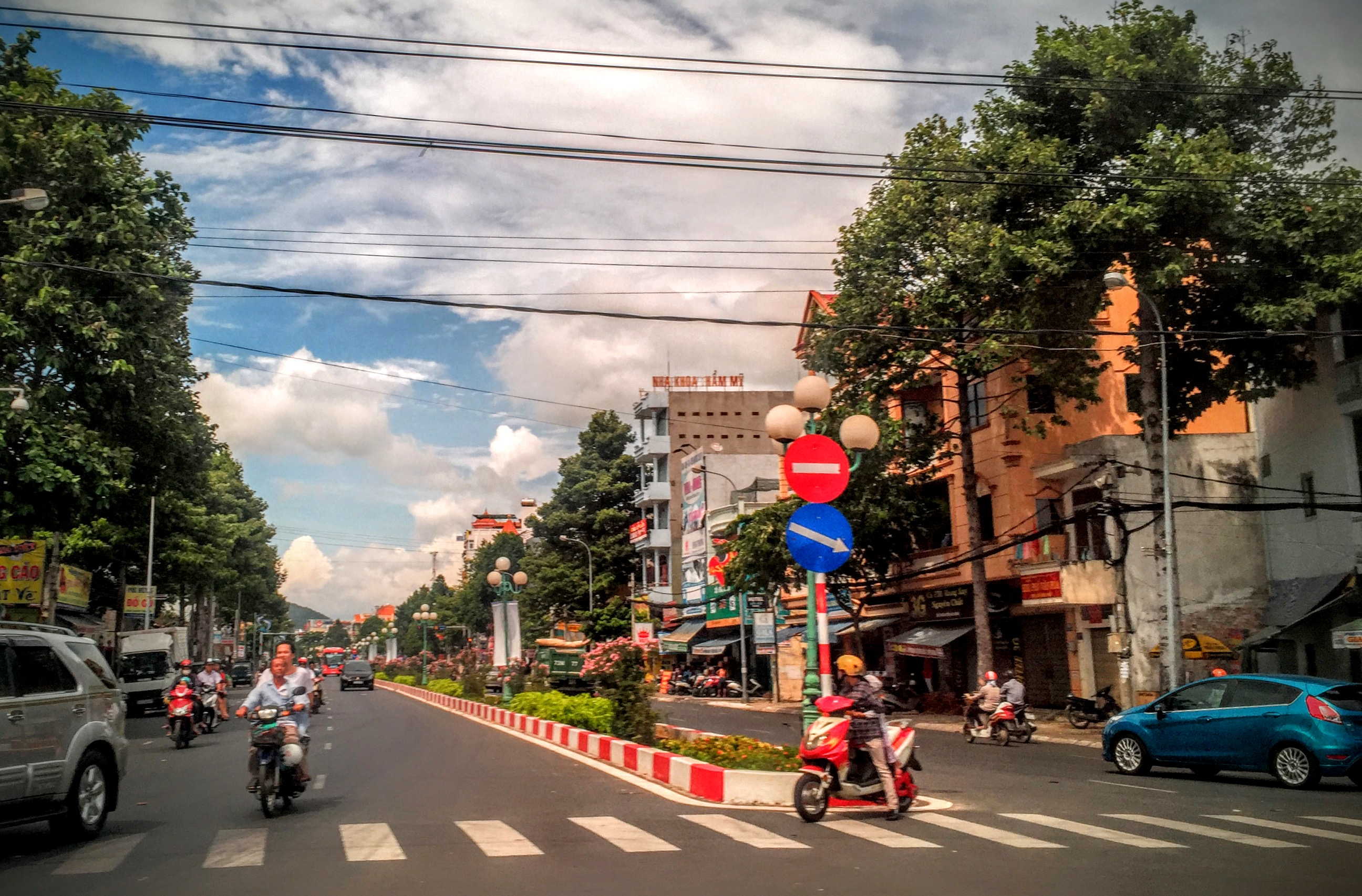
Đường Nguyễn An Ninh đoạn chạy qua phường 8

Phường 8 là một phường thuộc thành phố Vũng Tàu, tỉnh Bà Rịa – Vũng Tàu, Việt Nam.

## Địa lý
Phường 8 nằm ở phía đông khu trung tâm thành phố Vũng Tàu, cách Bãi Trước khoảng 3,5 km. Phường có vị trí địa lý:
- Phía đông giáp phường Nguyễn An Ninh và biển Đông
- Phía tây giáp Phường 7
- Phía nam giáp phường Thắng Tam và Phường 3
- Phía bắc giáp phường Nguyễn An Ninh.

Phường có diện tích 2,28 km², dân số năm 2004 là 19.829 người, mật độ dân số đạt 8.699 người/km².

## Lịch sử
Lịch sử phường 8 gắn liền với quá trình người Kinh đến lưu trú và định cư tại Vũng Tàu. Vào thời vua Gia Long (1802-1820), để kiểm soát và bảo vệ khu vực vịnh Ghềnh Rái, cửa biển Cần Giờ, triều đình Huế đã cử 3 đội thủy binh (gọi là "thuyền") vào Vũng Tàu trấn giữ, dẹp nạn cướp biển, bảo vệ dân lành. Sau khi nạn cướp biển được dẹp yên, vua cho cấp đất lập làng. Khu vực phường 8 hiện nay nằm trên địa bàn làng Thắng Tam cũ, có vị trí bao gồm toàn bộ khu vực phường 1, 2, 4, 8, Thắng Tam, Nguyễn An Ninh ngày nay.
Với địa hình đất gò đồi xen lẫn ao hồ, người dân trong vùng chủ yếu làm rẫy, trồng cây ăn trái, vì thế có tên Khóm Rẫy.

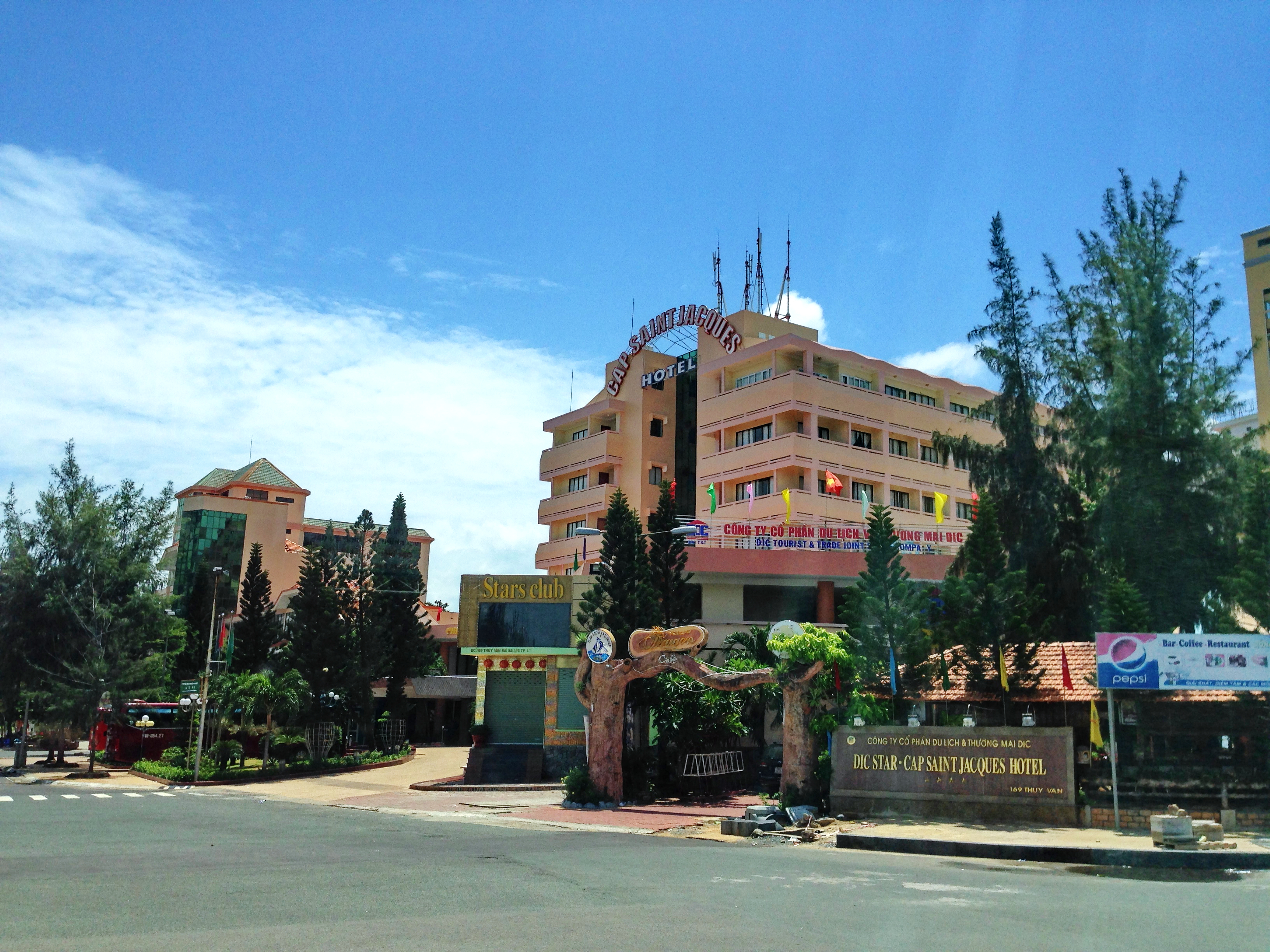
Một khách sạn trên đường Thi Sách, phường 8, gần Bãi Sau

Những năm 1930, hai chức sắc Cao đài Ban chỉnh đạo ông Lễ sanh Đặng Ngọc Thanh và bà Giáo sư Hương Út rời Bến Tre đến Vũng Tàu lập nghiệp trên mảnh đất ở ngay mặt tiền Đường thuộc địa số 15 (Trương Công Định ngày nay) ở khóm Rẫy, xã Thắng Tam. Năm 1939, ông bà xin Hội thánh Bến Tre cất nhà tu để hành đạo Cao đài. Sau khi ông Ngọc Thanh mất, bà Hương Út giao cho bà Lễ sanh Hương Kính xây dựng thánh thất, hình thành nên họ đạo Thắng Tam năm 1965.
Năm 1968, cộng đồng người Hoa gốc Quảng Đông khánh thành Miếu bà Ngũ Bang, ở ven đường Quân sự số 4 (nay là đường Bình Giã).
Sau ngày thống nhất đất nước, địa bàn phường 8 ngày nay nằm trong khu vực của phường Thắng Tam, thị xã Vũng Tàu.
Phường 8 được thành lập vào ngày 14 tháng 5 năm 1986 trên cơ sở một phần diện tích và dân số của phường Thắng Tam cũ. Khi mới thành lập, phường trực thuộc đặc khu Vũng Tàu – Côn Đảo.
Ngày 12 tháng 8 năm 1991, đặc khu Vũng Tàu - Côn Đảo giải thể, Phường 8 trực thuộc thành phố Vũng Tàu, tỉnh Bà Rịa - Vũng Tàu.

### Năm 2000 đến nay
Từ năm 2000 trở lại đây, phường 8 đã bước vào công cuộc lột xác toàn diện, thay đổi bộ mặt nhiều tuyến đường và khu dân cư trong phường. Nhiều tuyến đường được chỉnh trang sạch đẹp như các đường Huyền Trân Công Chúa và Bình Giã. Ngoài ra thành phố cũng tiến hành xây dựng nều tuyến đường mới, tiêu biểu là Đường 3 tháng 2 (thi công từ 1999 đến năm 2005) đã trở thành con đường cửa ngõ mới vào thành phố Vũng Tàu. Đường 2 Tháng 9, đoạn từ Lê Hồng Phong đến Nguyễn An Ninh được đầu tư và khánh thành năm 2005, trở thành Tuyến phố văn minh đô thị. Ngoài ra, đoạn cống thoát nước chính cũng được chỉnh trang thành đường Nguyễn Thị Minh Khai.
Đi kèm với các tuyến phố được chỉnh trang, xây mới là nhiều dự án nhà ở hiện đại. Trong đó dự án Vũng Tàu Plaza, Ruby Tower và Bình Giã Resident là các cao ốc chung cư mới.
Năm 2004, Công ty đầu tư phát triển DIC đầu tư xây dựng khu biệt thự Phương Nam tại khu vực đồi Ngọc Tước gần đường Nguyễn An Ninh & Thùy Vân để làm khu nhà ở cao cấp.
Ngày 24 tháng 12 năm 2004, Chính phủ ban hành Nghị định 212/2004/NĐ-CP. Theo đó:
- Điều chỉnh 2,02 ha diện tích tự nhiên của Phường 8 về Phường 10 quản lý
- Điều chỉnh 38,15 ha diện tích tự nhiên của Phường 10 về Phường 8 quản lý
- Thành lập phường Nguyễn An Ninh trên cơ sở 411,13 ha diện tích tự nhiên và 8.217 người của Phường 8.

Sau khi điều chỉnh địa giới hành chính, phường 8 còn lại 227,95 ha diện tích tự nhiên và 19.829 người.

## Chính trị
Hội đồng Nhân dân và Ủy ban Nhân dân phường là hai cơ quan quyền lực Nhà nước ở địa phương này. Trong đó, Hội đồng nhân dân hiện tại là hội đồng nhân dân khóa 2021-2026, được bầu tại kỳ bầu cử Quốc hội khóa XV. Đứng đầu hội đồng nhân dân là Chủ tịch Hội đồng nhân dân. Trước đó, từ năm 2008 đến 2016, phường này không có hội đồng nhân dân, do thực hiện thí điểm không tổ chức hội đồng nhân dân.
Ủy ban Nhân dân là cơ quan chấp hành của Hội đồng nhân dân. Đứng đầu cơ quan này là Chủ tịch ủy ban nhân dân
Về mặt Đảng, Đảng ủy phường 8 là cơ quan lãnh đạo của Đảng Cộng sản Việt Nam tại địa phương.
Trụ sở Đảng ủy, Hội đồng nhân dân và Ủy ban nhân dân phường 8 đặt tại số 137 Chu Mạnh Trinh, phường 8, Tp Vũng Tàu.

### Bầu cử
Ở cấp tỉnh, phường 8 thuộc đơn vị bầu cử số 2, gồm các phường 8, 9, 10, Thắng Nhì, Rạch Dừa và Nguyễn An Ninh, bầu ra 5 đại biểu cho Hội đồng nhân dân tỉnh Bà Rịa - Vũng Tàu.
Ở cấp thành phố, phường nằm trong đơn vị bầu cử số 2, cùng với các phường 2 và Thắng Tam, bầu ra 5 đại biểu cho Hội đồng nhân dân thành phố Vũng Tàu.

## Giáo dục
Trong địa bàn phường 8 có hai trường tiểu học là Trương Công Định và Lý Tự Trọng.
Ở cấp trung học cơ sở, có trường THCS Nguyễn Văn Linh, tọa lạc trên đường Trương Công Định.
Trường THPT Vũng Tàu, có địa chỉ tại đường Thi Sách. Đây là cơ sở mới của trường xây dựng và khánh thành năm 2008 theo tiêu chuẩn quốc gia.
Ngoài ra trong địa bàn phường còn có trường THCS-THPT dân lập Lê Hồng Phong, tọa lạc tại số 209/52 Bình Giã.

## Tôn giáo
Trên địa bàn phường 8 có nhiều cơ sở thờ tự của nhiều tôn giáo, tín ngưỡng khác nhau.

### Phật giáo
- Thiền viện Bồ Đề
- Chùa Trang Nghiêm
- Linh Quang Tịnh Xá

### Tín ngưỡng truyền thống
- Miếu Bà Ngũ Bang: là miếu thờ tự của người Hoa.
- Miếu bà Hàng Tre: đền thờ mẫu.
- Miễu bà Khâm Sai: đền thờ đạo mẫu của người Việt

### Cao đài
- Thánh thất Thắng Tam: đền thờ của hội thánh Cao đài Ban chỉnh đạo.

### Tin lành
- Hội thánh tin lành Bình Giã
- Hội thánh Phúc Âm Ngũ Tuần

## Giao thông
- Đường 3 Tháng 2: là đoạn đầu của tuyến Quốc lộ 51 mới. Đoạn chạy qua phường 8 bắt đầu từ Đài liệt sĩ và kết thúc ở Ngã tư Nguyễn An Ninh - 3 Tháng 2.
- Đường 2 Tháng 9: đoạn chạy qua phường 9 bắt đầu từ ngã ba Lê Hồng Phong và kết thúc ở Ngã tư Tượng đài dầu khí. Năm 2020, con đường được chỉnh trang cải tạo sạch đẹp và được thành phố công nhận là "Tuyến phố văn minh đô thị".[8]
- Bình Giã
- Trương Công Định

## Thương mại
Lotte Mart Vũng Tàu, ở góc đường 3 Tháng 2 và Thi Sách, là trung tâm thương mại lớn nhất thành phố Vũng Tàu. Trung tâm này được thành lập năm 2014 với diện tích xây dựng 23.501 m2.
Chợ Trần Bình Trọng: là chợ truyền thống duy nhất trong phường, tọa lạc tại Hẻm 1 Trần Bình Trọng, cạnh nhà thờ Giáo xứ Hải An.

## Các công trình đáng chú ý
- Cao ốc Merastis
- Tượng đài Dầu khí
- Vũng Tàu Plaza